# Schloss Vinsebeck

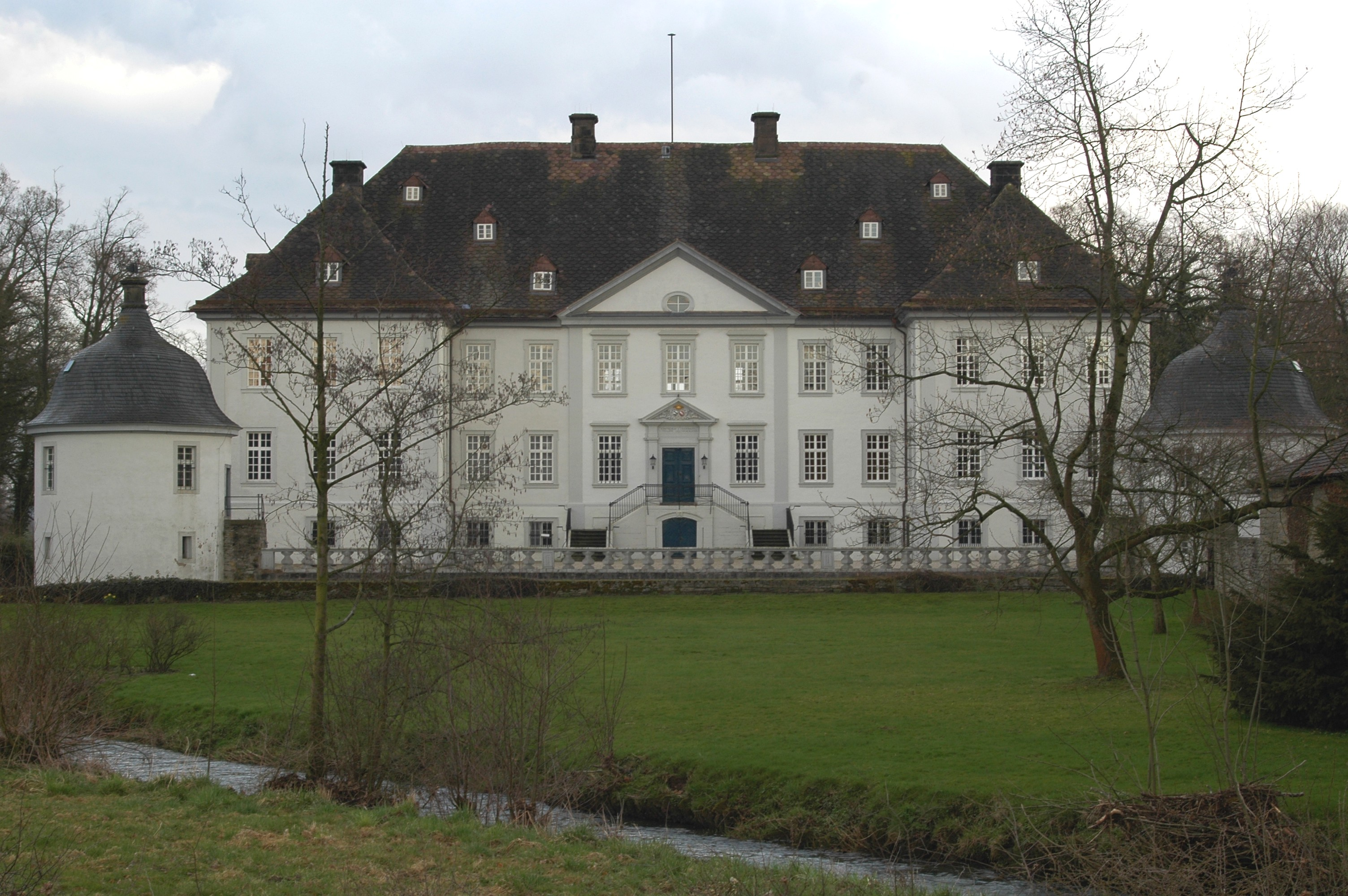
Schloss Vinsebeck

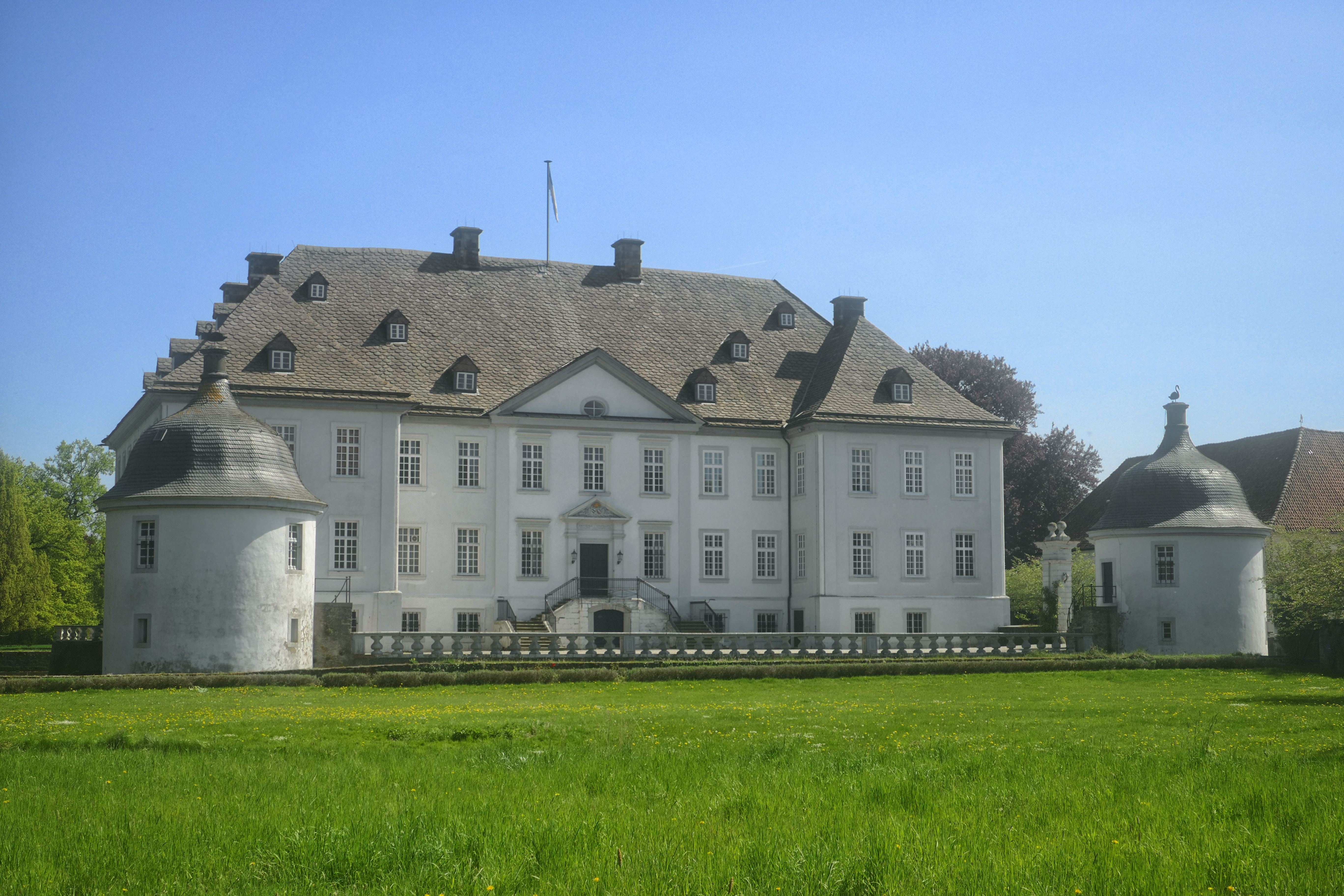
Schloss Vinsebeck 2022

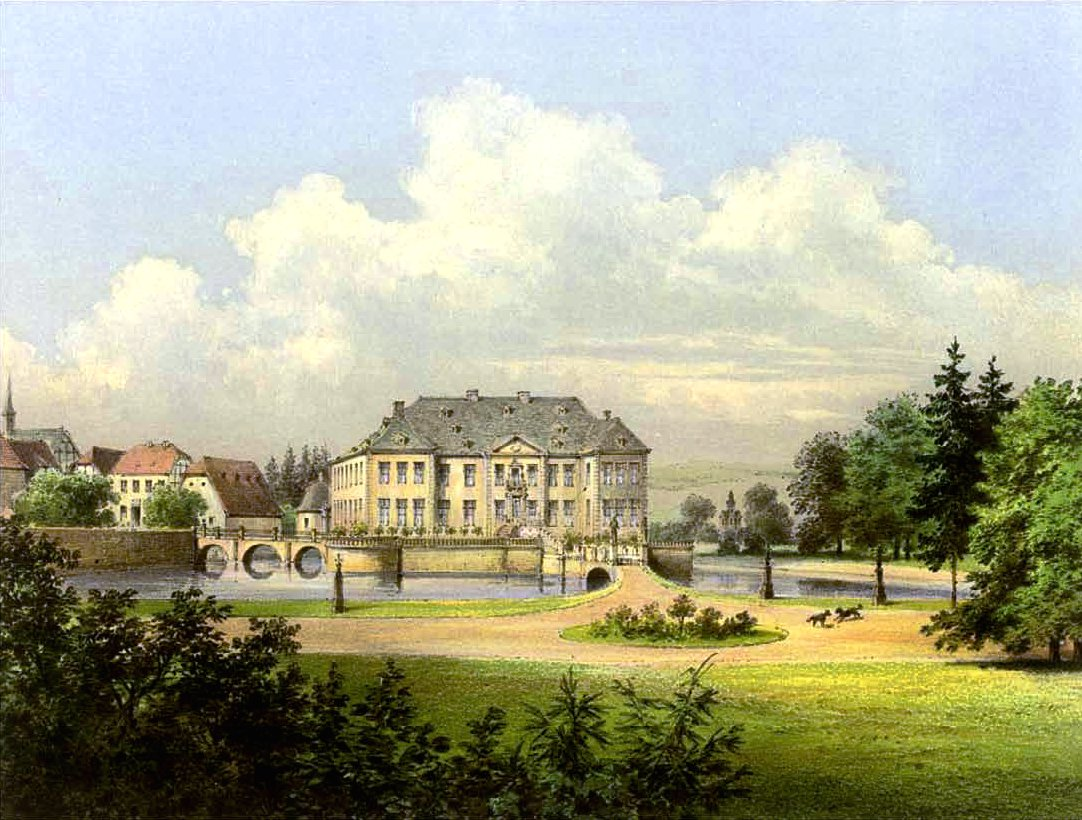
Schloss Vinsebeck um 1860, Sammlung Alexander Duncker

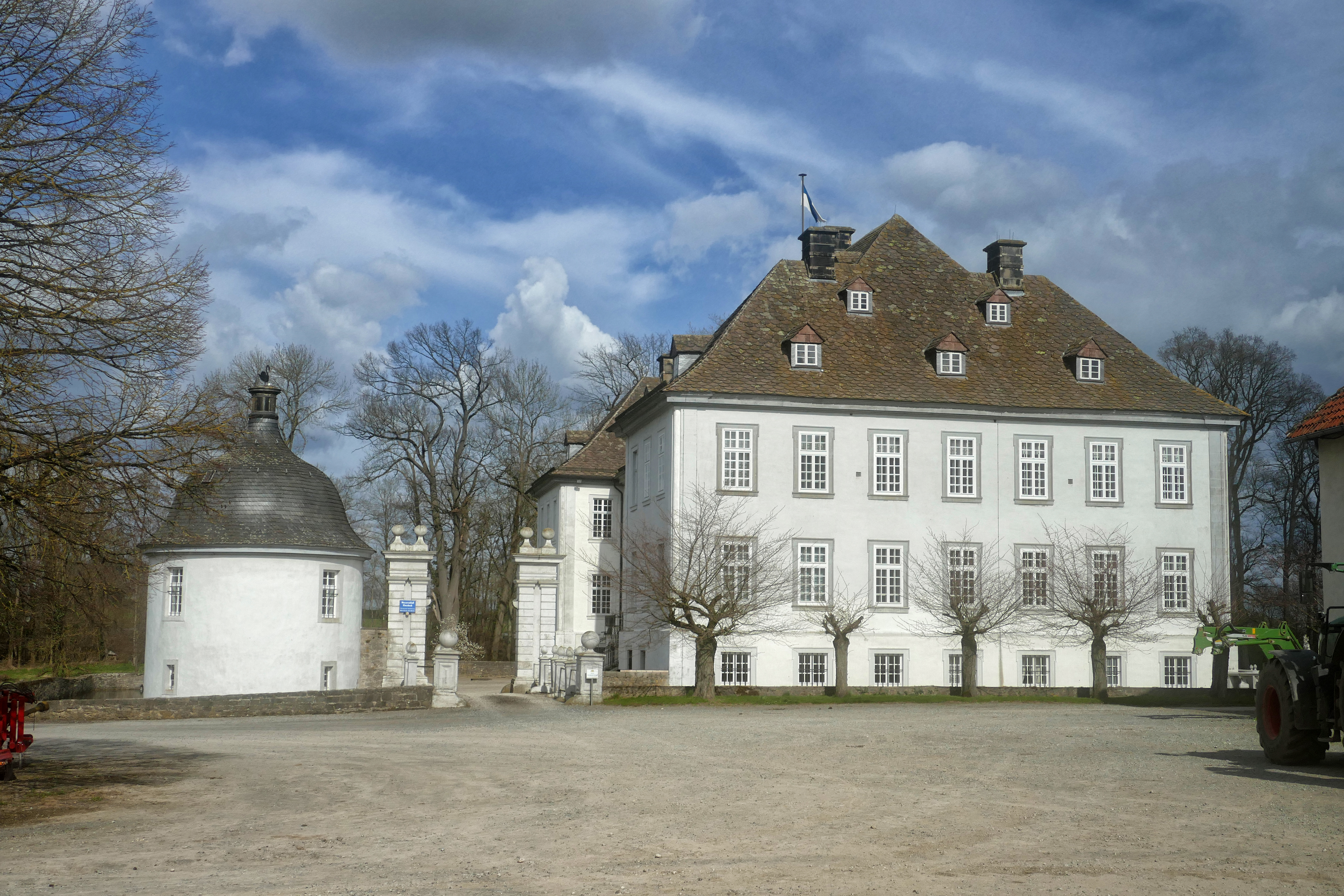
Schloss Vinsebeck 2021

Schloss Vinsebeck ist ein Wasserschloss im Steinheimer Ortsteil Vinsebeck in Nordrhein-Westfalen. Die ehemalige Sommerresidenz der Paderborner Domherren ist in Privatbesitz sowie von innen und außen zu besichtigen.

## Geschichte
1720 ließ es Drost Johann Friedrich Ignaz mit seinen drei Brüdern Ferdinand Ernst Adam, Adolf Franz Friedrich und Mauritz Lothar von der Lippe – allesamt Domherren in Paderborn – im Stil des Barock auf einer quadratischen Insel am Heubach, einem Zufluss der Emmer, vom Baumeister Justus Wehmer errichten.
1767 starb mit Moritz Anton Freiherr von der Lippe die männliche Stammeslinie Vinsebeck der Familie von der Lippe aus, so dass das Schloss an dessen Schwester Theresia, verheiratet mit Hermann Werner von der Asseburg zu Hinnenburg fiel. Theresia vererbte das Schloss nebst den anderen Gütern an ihre Tochter Antonette, welche mit Johann Ignatz Graf Wolff-Metternich zur Gracht verheiratet war.
Um 1795 klagte die Wintruper Linie der Herren von der Lippe gegen die Grafen Wolff-Metternich um die Herrschaft Vinsebecks. Der Kläger ging gegen einen Familienvertrag von 1767 an, der den Status als Mannlehen aufhob und damit die Vererbung in der weiblichen Linie ermöglichte. Der erfolglose Prozess zog sich über 40 Jahre hin. Das Schloss ist heute im Eigentum von Simeon Graf Wolff Metternich.

## Ausstattung
Das barocke Wasserschloss Vinsebeck steht auf einer quadratischen Insel, die von einer 17 Meter breiten, wassergefüllten Gräfte umgeben ist. Zu der terrassenförmigen Fläche vor der Hauptfront gelangt man über eine seitliche Brücke. Der das Schloss umgebende Garten mit Neptunbrunnen und Steinfiguren ist nur noch teilweise in seinen barocken Formen erhalten.
Die Innenausstattung des Italienischen Zimmers, des Driburger Zimmers, des Grünen Zimmers, des Mohrenzimmers und des Chinesenzimmers ist weitgehend bauzeitlich erhalten. Sehenswert sind die Stuckarbeiten und ganzflächig bemalte Leinentapeten in den Räumen.

## Trivia
Das Schloss diente bei den Dreharbeiten von Der tolle Bomberg  von 1957 als Kulisse. Ebenso war Schloss Vinsebeck im Jahr 1973 Kulisse für Peter Beauvais Film Griseldis nach dem Roman von Hedwig Courths-Mahler.